# シカゴ川
シカゴ川（シカゴがわ、Chicago River）は、アメリカ合衆国イリノイ州シカゴのダウンタウンを流れる全長251kmの河川。
特段に長い河川ではないが、かつてミシガン湖へ向かっていた流れを南方向へ逆流させミシシッピ川流域へ接続した19世紀の土木工学の偉業「シカゴ川還流」によってよく知られている。これは公衆衛生の理由から実施された。
シカゴ川は、聖パトリックデーを記念して緑色に染められる習慣でも有名である。

## 地形

シカゴ川地図

元来、シカゴ川はミシガン湖へと流れ込んでいた。当時は現在の流れから湾口砂州を避けるように南へ湾曲し、今日のマディソン・ストリートの辺りで湖に注ぎ込んでいた。
現在では、シカゴ川主流はミシガン湖から西へ流れ出し、リグリー・ビルやマーチャンタイズ・マートを過ぎて、キンジー・ストリートで北部支流と分かれる。北部支流は西分流、東分流(スコーキー川)、及びモートン・グローブ村で合流する中分流から成る。ダウンタウンからは南部支流を南方向へ流れ、イリノイ・ミシガン運河及びシカゴ衛生・船舶運河に合流する。そこからデプレインズ川(Des Plains River)へ、そして最後はミシシッピ川を経由してメキシコ湾へと流れていく。

## 歴史

### 初期入植者の時代

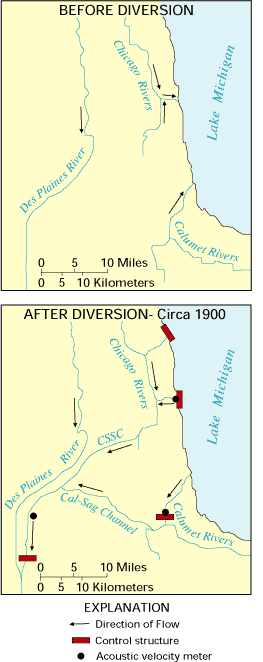
シカゴ川還流前後の流路比較図

シカゴの創始者ジャン・バティスト・ポワン・デュー・サーブル(Jean Baptiste Pointe du Sable)は、シカゴ川流域に永住地を建設した最初の非先住民であり、1780年代にシカゴ川河口の北岸に農場を開いた。1808年にはその対岸、現在のミシガン・アベニュー橋の位置に、ディアボーン砦が建設される。
かつて、遅くとも1830年までは、今日の北部支流はその地域ではグアリー(又はゲイリー)の川と呼ばれていた。グアリー(Guarie)とは、1778年頃の時期にシカゴ川近くに住んでいたギロリー(Guillory)という名の初期入植者・商人の名前を音声から綴ったものである。

### 初期の河川改良
1830～40年代には、輸送改善のために砂州に水路を切り開くことに多くの労力が費やされた。1900年、ミシガン湖が汚染されないようにシカゴ川の流れが反転された(次項参照)。
1928年、鉄道ターミナル用地確保のために、南部支流のポルク・ストリートと18thストリートとの間の流域が直線化され、西へ400m動かされた。

### 還流
シカゴ川は元来ミシガン湖へと流れ込んでいたため、シカゴが成長するにつれ、下水や汚染物が浄水源である湖に流れ込んでしまうようになった。その結果、腸チフスなどを含む公衆衛生上の問題が生じた。1850年代から、多くの水路は方向を変えられ、シカゴ・ポーテジ(デプレインズ川とシカゴ川の間にあった陸地一帯)を横切りイリノイ・ミシガン運河に流れるようになる。
1900年、シカゴ衛生区(当時の代表はルドルフ・ヘリング)は一連の閘門を用いてシカゴ川を完全に逆流させ、新たに完成したシカゴ衛生・船舶運河へ流れ込むようになった。シカゴ川はこの時まで、急成長するシカゴの産業経済から流れ込む大量の下水や汚染物のために「臭い川」と地元住民から呼ばれていた。その後も1980年代までシカゴ川は非常に汚く、時にはゴミで一杯になっていたが、1990年代になり、シカゴ市長リチャード・デイリー(Richard M. Daley.)による美化運動の一環として、広域の清掃作業が実施された。

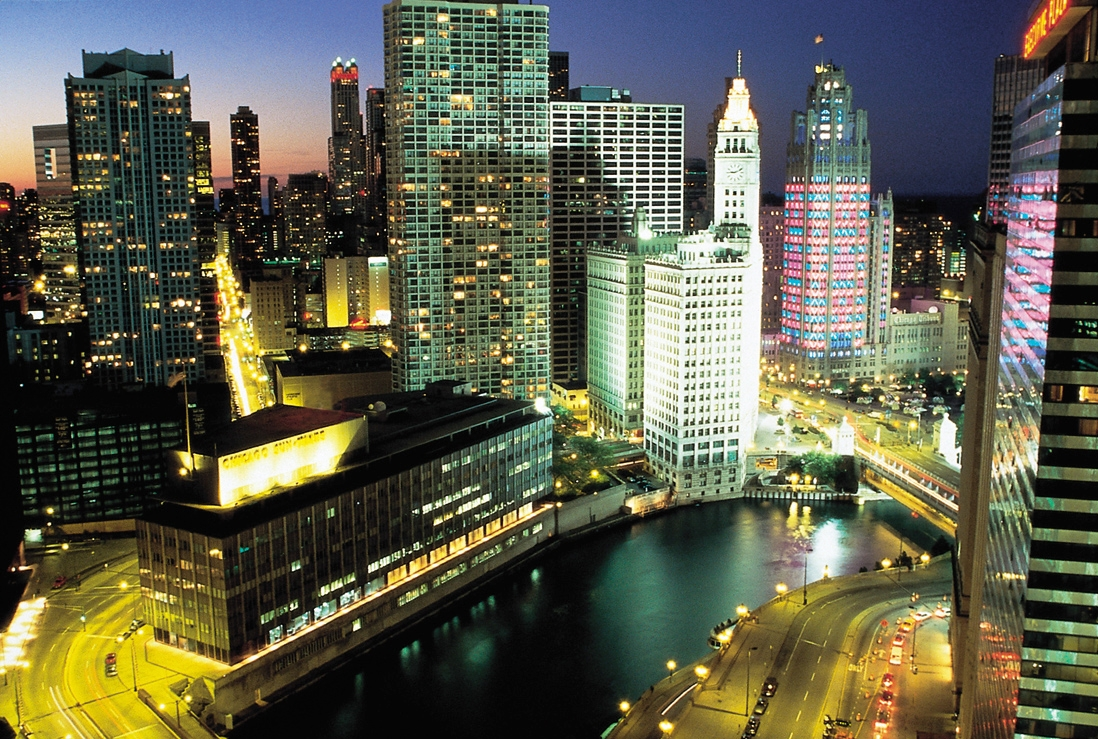
かつてのシカゴ・サンタイムズ社ビル(跡地に現在のトランプ・タワーが建設)、リグリー・ビルとトリビューン・タワー

近年、イリノイ大学アーバナ・シャンペーン校の研究者がシカゴ川の三次元流体力学シミュレーションを作成し、冬季においてシカゴ川が双方向へ流れる原因が密度流であることを示した。表面部ではミシガン湖から西方向へ通常通り流れているが、川底近くの水は逆の東方向へ流れるのである。
五大湖流域からの流出水は米国・カナダ共同の五大湖委員会によって規制されており、シカゴ川を通る流出水は合衆国最高裁判所の1967年の判決(1980年及び1997年修正)に基づき設定されている。シカゴ市は、五大湖水系から毎秒91立方mの水を取得することを認められており、その約半分近い毎秒44立方m相当の水はシカゴ川を流れ、残りは飲料用水として使用されている。
2005年後半、シカゴに所在する五大湖同盟(Alliance for the Great Lakes)は、外来種の拡大等の環境問題に対応するため、五大湖とミシシッピ川をつなぐ水路を再度切り離すことを提案している。

### イーストランド号転覆
1915年、クラーク・ストリート橋に停泊していた客船イーストランドが転覆し、乗客乗員812人が死亡した。

### シカゴ洪水
1992年4月13日、キンジー・ストリート近くで橋の補修工事のために川底に打ち込まれた杭が、長年放置されていたシカゴ・トンネル・カンパニーのトンネル壁に圧迫による割れ目を生じさせ、シカゴ洪水(Chicago Flood)が発生した。ダウンタウンのほぼ全域を網羅する延べ97kmの地下貨物鉄道のネットワークのほとんどや、ビルの地下階、店舗、歩道などが浸水した。

## 生態

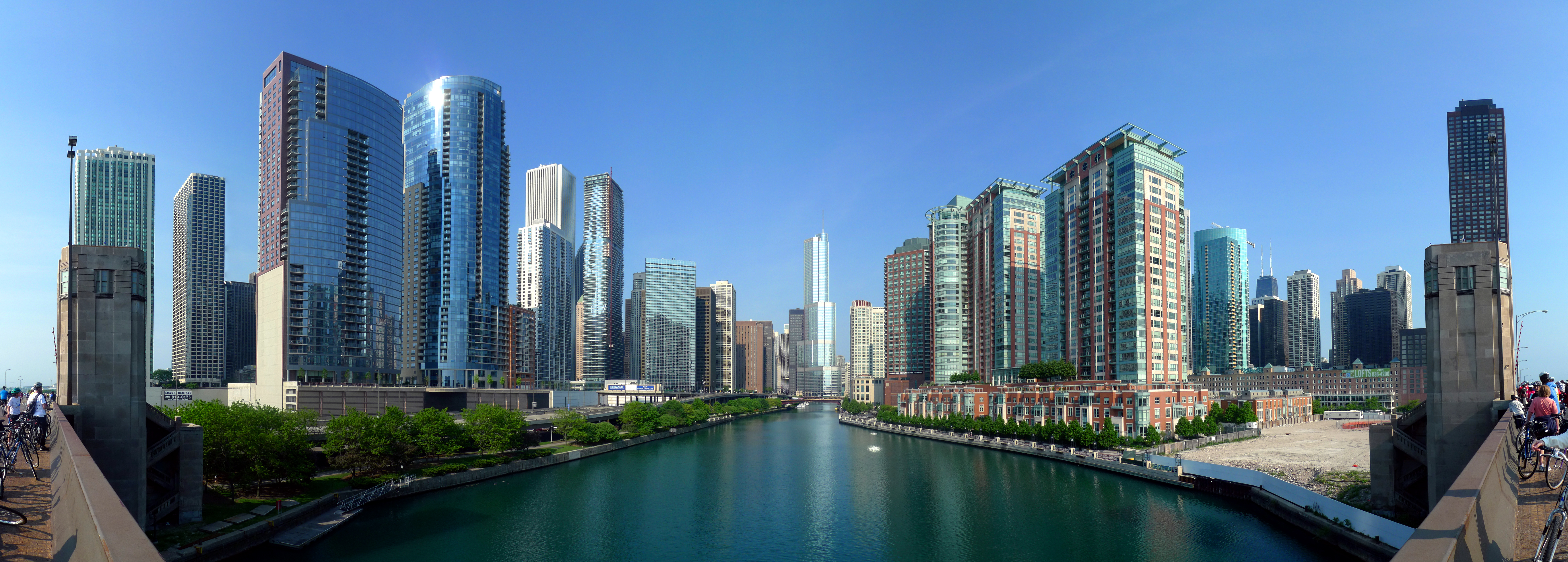
レイクショア・ドライブに架かるリンク橋から西方向の眺め。写真右側の北岸がニア・ノース地区及びストリータービル地区、左側の南岸がループ地区、レイクショア・イースト地区及びイリノイ・センター地区

シカゴ川は、周囲の工業地域や住宅地域の影響を強く受け、水質や川岸に変化をもたらしている。オオクチバスやコクチバス、ロックバス、クラッピー、ブルーギル、ナマズ、コイ等の温水性魚がシカゴ川に水棲していることが知られている。またザリガニも多くいる。
南部支流の南分流は、ユニオン・ストック・ヤード社等の食肉加工会社の最大の排水先として使われ、かつては非常に汚染されており「泡の川」(Bubbly Creek)と呼ばれていた。PCBや水銀汚染のため、イリノイ州は魚食に関する勧告を出したことがあり、その中には12インチより大きいコイは食用禁止とする勧告があった。また、ミシシッピ川やイリノイ川に棲む外来種のハクレンやコクレンが、シカゴ川を経由して五大湖に入り込む懸念もある。汚染問題にもかかわらず、シカゴ川は淡水魚のレジャー釣りの場として非常に高い人気を保っている。2006年よりシカゴ・パーク地区は「デイリー市長シカゴ川釣りフェスティバル」を毎年開催し、年々人気を集めている。

## 聖パトリックデー

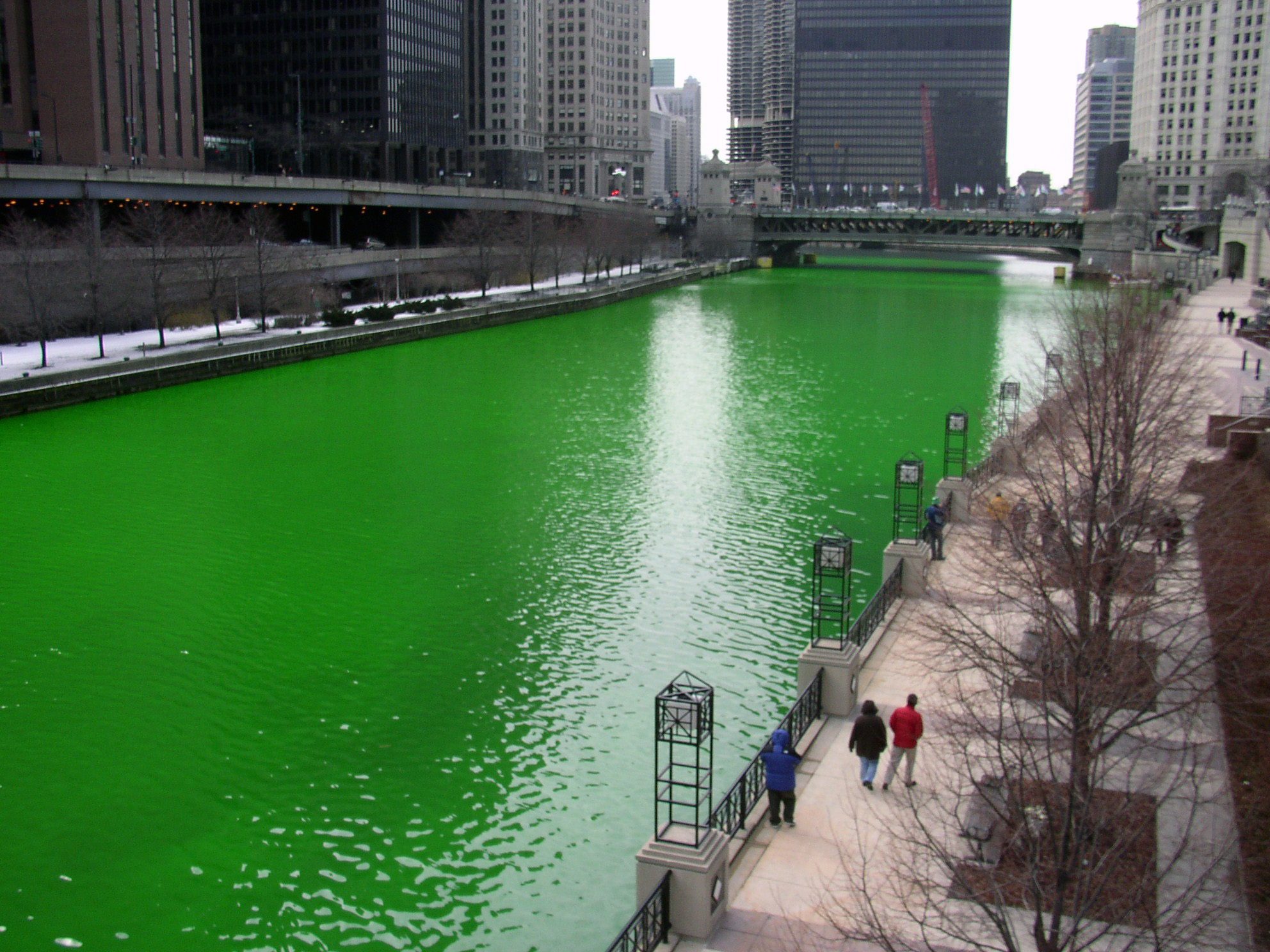
2005年の聖パトリックデーでの祝典

40年を超えるシカゴの伝統行事の一つとして、シカゴ川は聖パトリックデーを記念して緑色に染められる。実際は必ずしも聖パトリックデー当日に行われるわけではなく、直近の土曜日に実施される。例えば2009年には、聖パトリックデーは3月17日火曜日であったが、川が緑に染められたのは3月14日の土曜日だった。
シカゴ・聖パトリックデー委員会会長のビル・キングは以下のように述べている。「シカゴ川を緑色に染める構想は、元々は偶然で、川を汚染する違法物質を追跡するために配管工達がフルオレセインを使って染色したのが始まりです。」
米国環境保護庁(EPA)は、フルオレセインによる川の染色を、川にとって有害であると判明したことから禁止した。現在のシカゴ川染色に使われている成分は秘密にされているが、シカゴ川に生息地を持つ何千もの生物にとって安全で無害であると言われている。
この伝統に合わせて、2009年の聖パトリックデーには、シカゴ出身のミシェル・オバマの要望によりホワイトハウスの噴水が緑に染められた。

## 橋

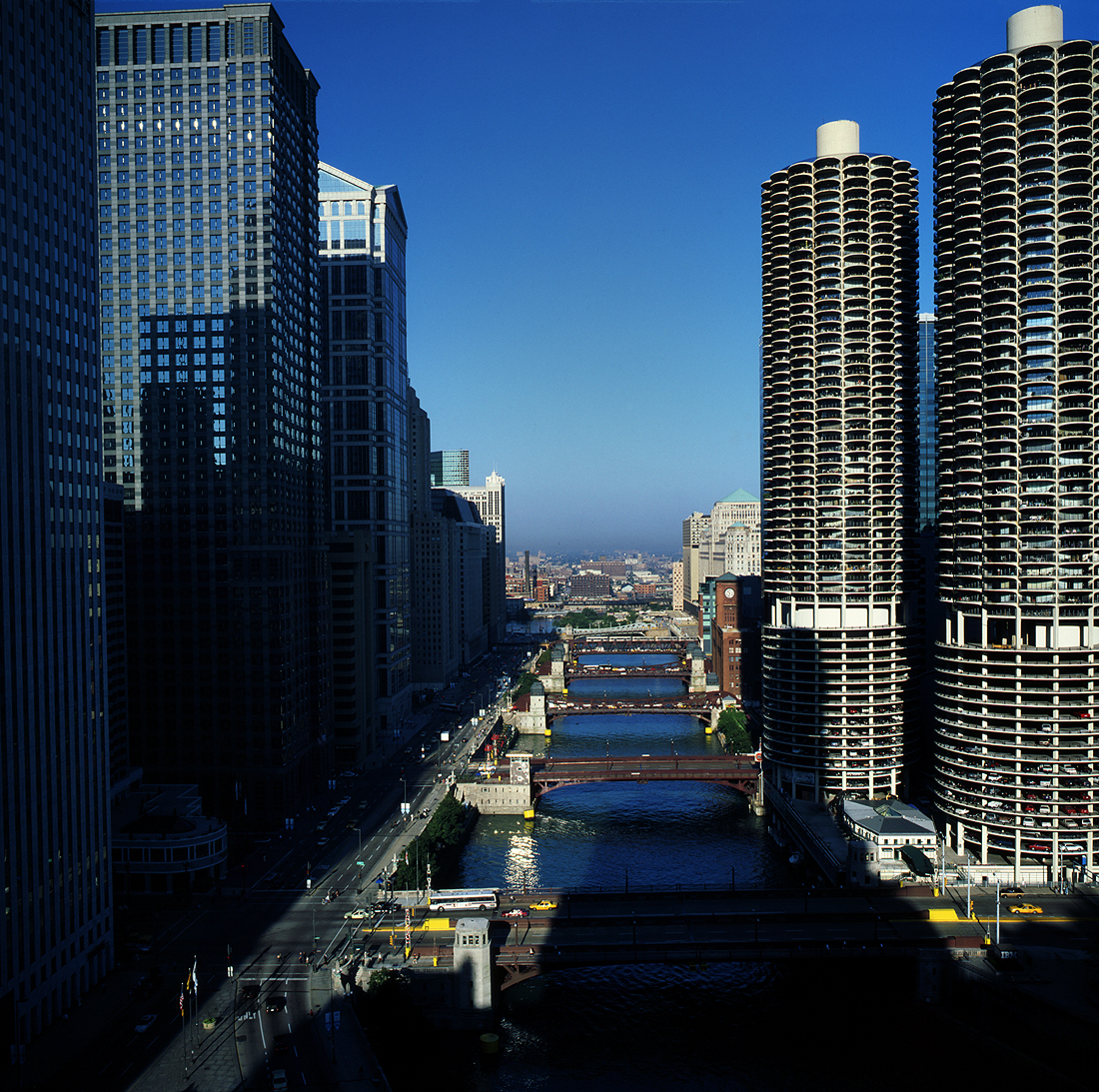
手前(東)から奥(西)へ順に、ステート・ストリート橋、ディアボーン・ストリート橋、クラーク・ストリート橋、ラサール・ストリート橋、ウェルズ・ストリート橋、フランクリン・ストリート橋

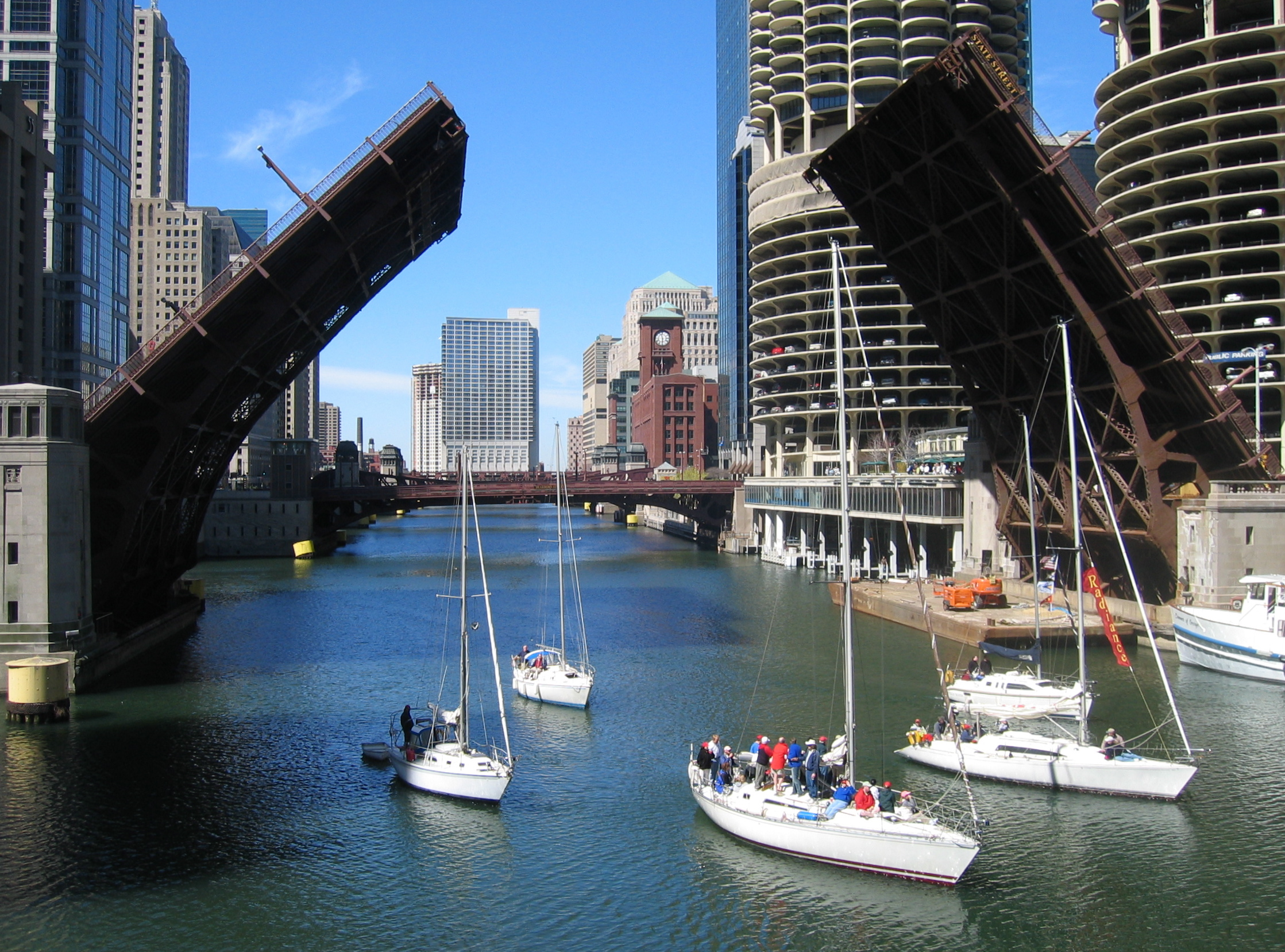
船舶通航時のステート・ストリート橋

シカゴ川最初の橋は、1832年、現在のキンジー・ストリート近くの北部支流に架けられたものである。翌1833年には、二番目となる橋がランドルフ・ストリート近くの南部支流に架けられた。1834年には初の可動橋が主流部のディアボーン・ストリートに建設されている。シカゴ川には現在、ピーク時の52から減少して、38の可動橋が架かっている。トラニオン式跳開橋やローリング跳開橋、旋回橋、昇開橋など、いくつかのタイプがある。
以下の跳開橋は、シカゴループ地区周辺のシカゴ川主流・南部支流に架かるものである。
- Harrison Street Bridge (1960)
- Congress Parkway/I-290 Bridge (1955)
- Van Buren Street Bridge (1956)
- Jackson Boulevard Bridge (1917)
- Adams Street Bridge (1927)
- Monroe Street Bridge (1919)
- Madison Street Bridge (1922)
- Washington Street Bridge (1913)
- Randolph Street Bridge (1984)
- Lake Street Bridge (1915)
- Franklin Street Bridge (1920)
- Wells Street Bridge (1922)
- La Salle Street Bridge (1928)
- Clark Street Bridge (1929)
- Dearborn Street Bridge (1962)
- State Street Bridge (1948)
- Wabash Avenue Bridge (1930)
- Michigan Avenue Bridge (1920)
- Columbus Drive Bridge (1982)
- Link Bridge (別名 Lake Shore Drive Bridge、Outerlink Drive Bridge) (1936)

上記以外の主要な橋
- Canal Street railroad bridge (1914)
- Cherry Avenue Bridge (1902)
- Cortland Street Drawbridge (1902)
- Kinzie Street railroad bridge (1908)
- North Avenue Bridge (2008)

## 有名建築

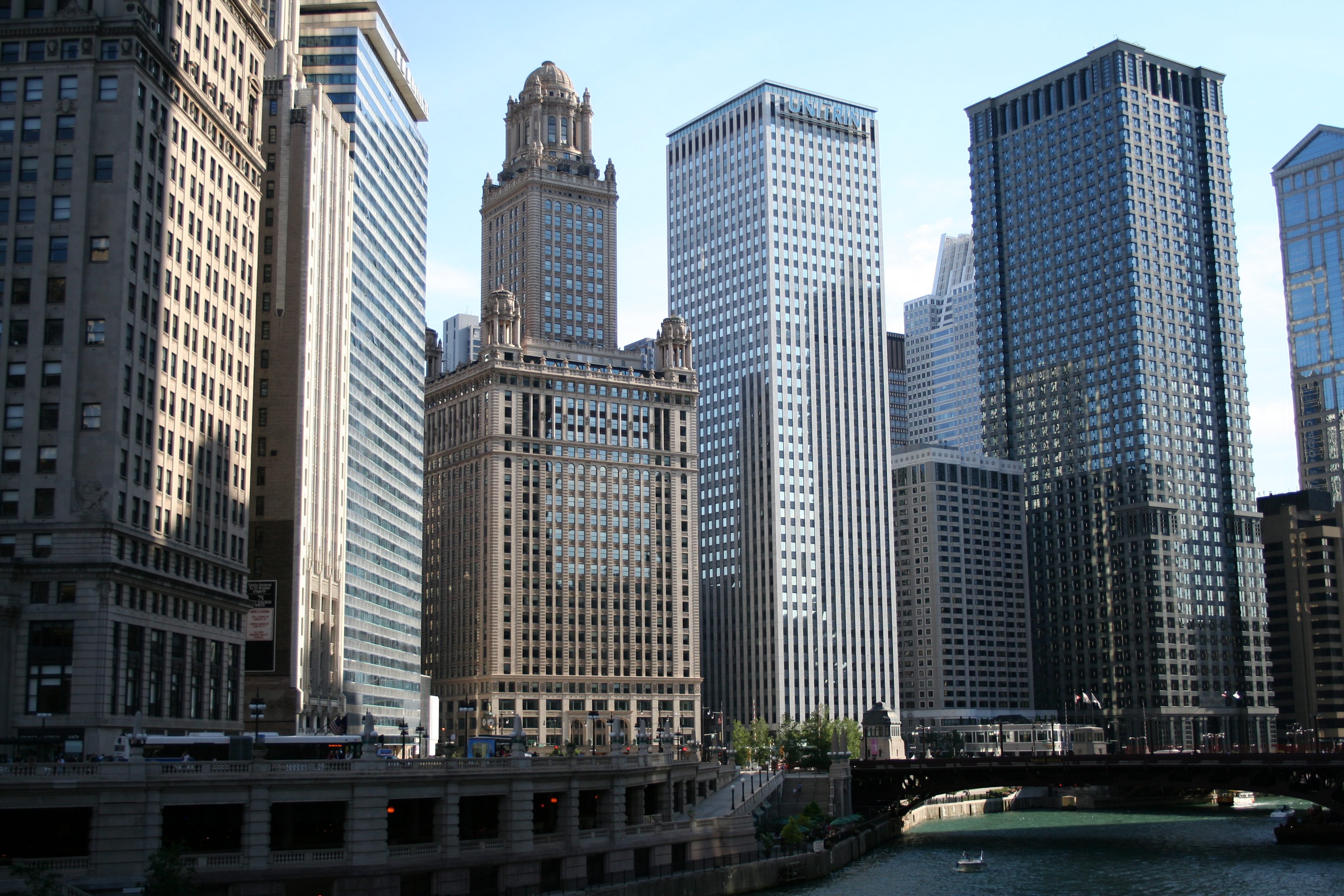
シカゴ川沿いに建つビル群

シカゴのランドマークの多くがシカゴ川沿いに並ぶ。その一部を挙げる。

### 主流部
- ネイビー・ピア
- リグリー・ビル (Wrigley Building)
- トリビューン・タワー (Tribune Tower)
- トランプ・インターナショナル・ホテル・アンド・タワー (Trump International Hotel and Tower)
- マリーナ・シティー (Marina City) - 有名な「とうもろこしビル」。
- マーチャンタイズ・マート (Merchandise Mart)
- シカゴ・スパイア - 建設凍結中
- ウォーターヴュー・タワー (Waterview Tower) - 建設凍結中
- 333ワッカードライブ (333 Wacker Drive)
- レオ・バーネット・ビルディング (Leo Burnett Building)

### 南部支流
- ボーイング社世界本社
- シビック・オペラ・ハウス (Civic Opera House (Chicago))
- シカゴ・マーカンタイル取引所
- ユニオン駅 (シカゴ)